# Ça va pas être triste
Pour plus de détails, voir Fiche technique et Distribution.
Ça va pas être triste est un film français réalisé par Pierre Sisser, sorti en 1983.

## Synopsis
Charles, Daniel et Jean-Philippe se rencontrent par le biais de ce dernier, avocat. Ils vont ensemble tenter de braquer une banque dans un petit village. Le braquage loupe et les trois compères vont prendre en otage un groupe de personnes dans l'auberge de jeunesse locale.

## Fiche technique
- Réalisateur : Pierre Sisser
- Scénario : Pierre Sisser et Bruno Trompier
- Photographie : Armand Marcot
- Musique : Pierre Bachelet
- Montage : Pierre Didier
- Durée : 95 minutes
- Pays de production :  France
- Date de sortie : France : 8 février 1983

## Distribution
- Daniel Russo : Charles Murat
- Henri Courseaux : Jean-Philippe Delorme
- Pierre Reggiani : Daniel Cordet
- Darry Cowl : Jack Fox ou Jacques Renard, le maire
- Catherine Lachens : le commissaire Lanvin
- Jacques Balutin : Paul Pivot, plombier-chauffagiste
- Philippe Castelli : Ludovick
- Corinne Touzet : Marthe Mahler
- Kelvine Dumour : l'animatrice de radio des routards
- Isabelle Mergault : Zsa-Zsa
- Marc Adjadj : Le jeune marié
- Anne Turolla : la jeune mariée
- Jean-Marie Vauclin : le technicien de radio routard
- Hubert Deschamps : le médecin
- Daniel Prévost : M. Lambert
- Mike Marshall : le motard
- Nelly Balzan : Velma
- Sam Karmann : le photographe
- Caroline Appéré : la fugueuse
- Geneviève Grad : l'avocate
- Nicolaï Arutene : le patron de l'auberge de jeunesse
- Pierre Barreau : le procureur
- Bernard Cazassus : le premier adjoint
- Henri Gruvman : le brigadier
- Alain Janey : le président
- Michelle Letellier : la caissière
- Bernard Montagner : le directeur de la banque
- Didier Kaminka : un cantonnier
- Gérard Croce : un cantonnier (crédité Crosce)